# Белвуд (Илиноис)
Белвуд (енгл. Bellwood) град је у америчкој савезној држави Илиноис.

## Демографија
По попису из 2010. године број становника је 19.071, што је 1.464 (-7,1%) становника мање него 2000. године.
| Група             | 2000.          | 2010.          |
| Белци             | 1.803 (8,8%)   | 907 (4,8%)     |
| Афроамериканци    | 16.783 (81,7%) | 14.407 (75,5%) |
| Азијати           | 197 (1,0%)     | 123 (0,6%)     |
| Хиспаноамериканци | 1.631 (7,9%)   | 3.596 (18,9%)  |
| Укупно            | 20.535         | 19.071         |